# Frank Mugisha
Frank Mugisha (Kampala, 17 de juny de 1979) és un defensor dels drets LGBT d'Uganda. Ha guanyat el premi Robert F. Kennedy de drets humans i premi Rafto pel seu activisme. Juntament amb Val Kalende, Victor Mukasa, Patrick Leuben Mukajanga i Kasha Jacqueline Nabagesera, és un dels més prominents defensors dels drets LGBT d'Uganda.

## Biografia
Mugisha va néixer en un suburbi de Kampala (Uganda). Educat en una família estrictament catòlica, va revelar per primera vegada la seva homosexualitat al seu germà als catorze anys. Encara que la seva sortida de l'armari va produir el rebuig i la separació d'alguns dels seus familiars, altres membres de la seva família i amics van seguir recolzant-lo.
Quan encara es trobava estudiant a la universitat el 2004, va fundar Icebreakers Uganda, una organització creada com una xarxa de suport a ugandesos LGBT. Mugisha és el director executiu de Sexual Minorities Uganda (SMUG), una federació de quatre organitzacions que inclou Icebreakers Uganda.
Mugisha era amic íntim del també activista i fundador de SMUG, David Kato, que va ser assassinat el gener de 2011 després de denunciar amb èxit al diari sensacionalista ugandès Rolling Stone per publicar els noms de cent ugandeses suposadament LGBT i animar a la gent a «penjar-los». Mugisha va ser un dels denunciants de SMUG, que representats pel Center for Constitutional Rights i usant la Llei Alien Tort, van denunciar l'evangelista estatunidenc Scott Lively per crims contra la humanitat per la seva tasca en la creació i aprovació de la Llei antihomosexual d'Uganda. El treball de Lively ha estat descrit com a incitació a la persecució de gais i lesbianes i com una «conducta […] que intenta danyar i privar activament a altres persones dels seus drets [cosa que] és la definició de persecució». L'agost de 2013 el jutge federal de districte Michael A. Ponsor va dictaminar que els denunciants tenien arguments sòlids sota la llei internacional i federal; també va dictaminar que una defensa basada en la llibertat d'expressió era prematura.
En un escrit a The Guardian de 2014, Mugisha argumentava que l'homofòbia i l'odi darrere de la llei antihomosexual d'Uganda són d'origen occidental: «Jo sóc un home gai. També sóc ugandès. No hi ha res antiafricà en mi. Uganda és on he nascut, crescut i que anomeno la meva llar. És també el país en el qual m'he convertit poc més que un criminal lliure per a qui estimo. Vull que els meus conciutadans ugandeses entenguin que l'homosexualitat no és una importació d'occident i que els nostres amics al món desenvolupat reconeguin que l'homofòbia sí que ho és».

## Premis i reconeixements
Mugisha va guanyar el 2011 el Premi Robert F. Kennedy de drets humans i el premi Thorolf Rafto, que els seus anteriors premiats van incloure Aung San Suu Kyi, José Ramos-Horta, Kim Dae-jung i Shirin Ebadi, pel seu treball en defensa dels drets LGBT a Uganda. També ha rebut un doctorat honoris causa per la Universitat de Gant.
Mugisha va ser nominat al Premi Nobel de la Pau el 2014, juntament amb Igor Kotxetkov, Sunil Babu Pant i l'ILGA.